# Klenová (Klatovyi járás)
Klenová település Csehországban, a Klatovyi járásban. Klenová Týnec, Strážov, Javor és Janovice nad Úhlavou településekkel határos. Lakosainak száma 102 fő (2024. január 1.).

## Népesség
A település lakosságának változását az alábbi diagram mutatja:
| Lakosok száma | 391  | 342  | 358  | 190  | 155  | 119  | 113  | 112  | 101  | 102  |
|               | 1869 | 1890 | 1921 | 1950 | 1980 | 2001 | 2017 | 2019 | 2022 | 2024 |

## Galéria

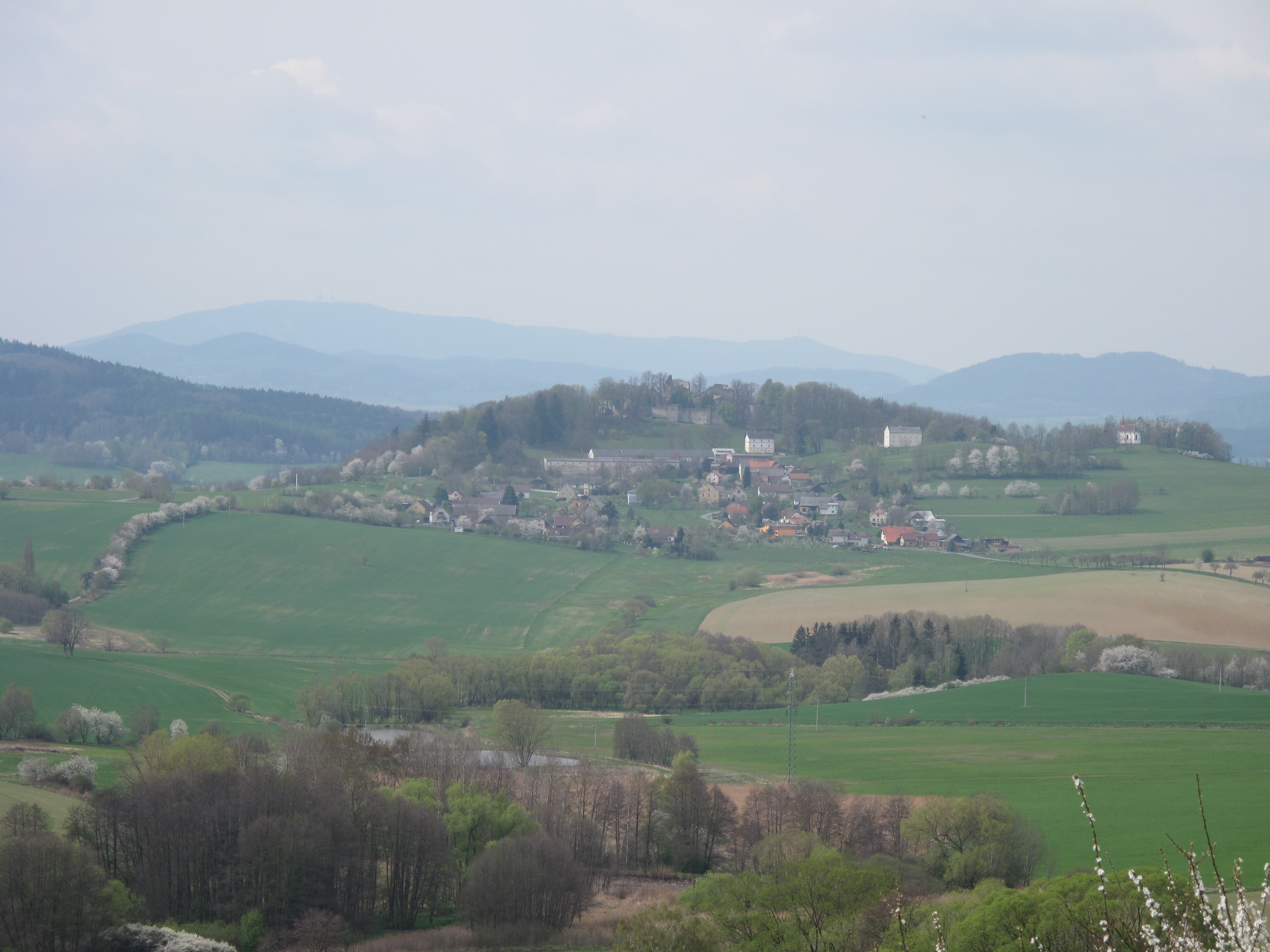
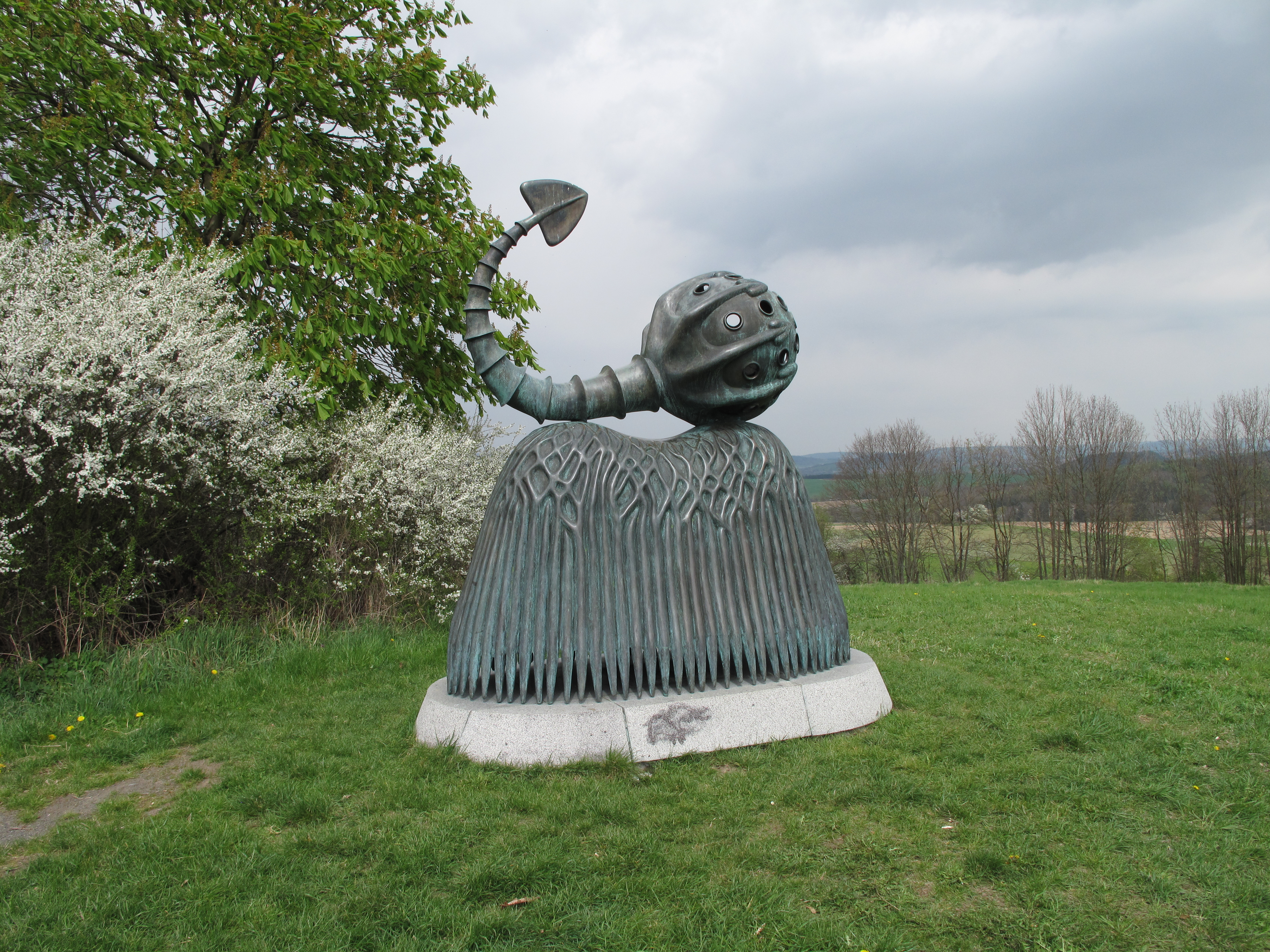
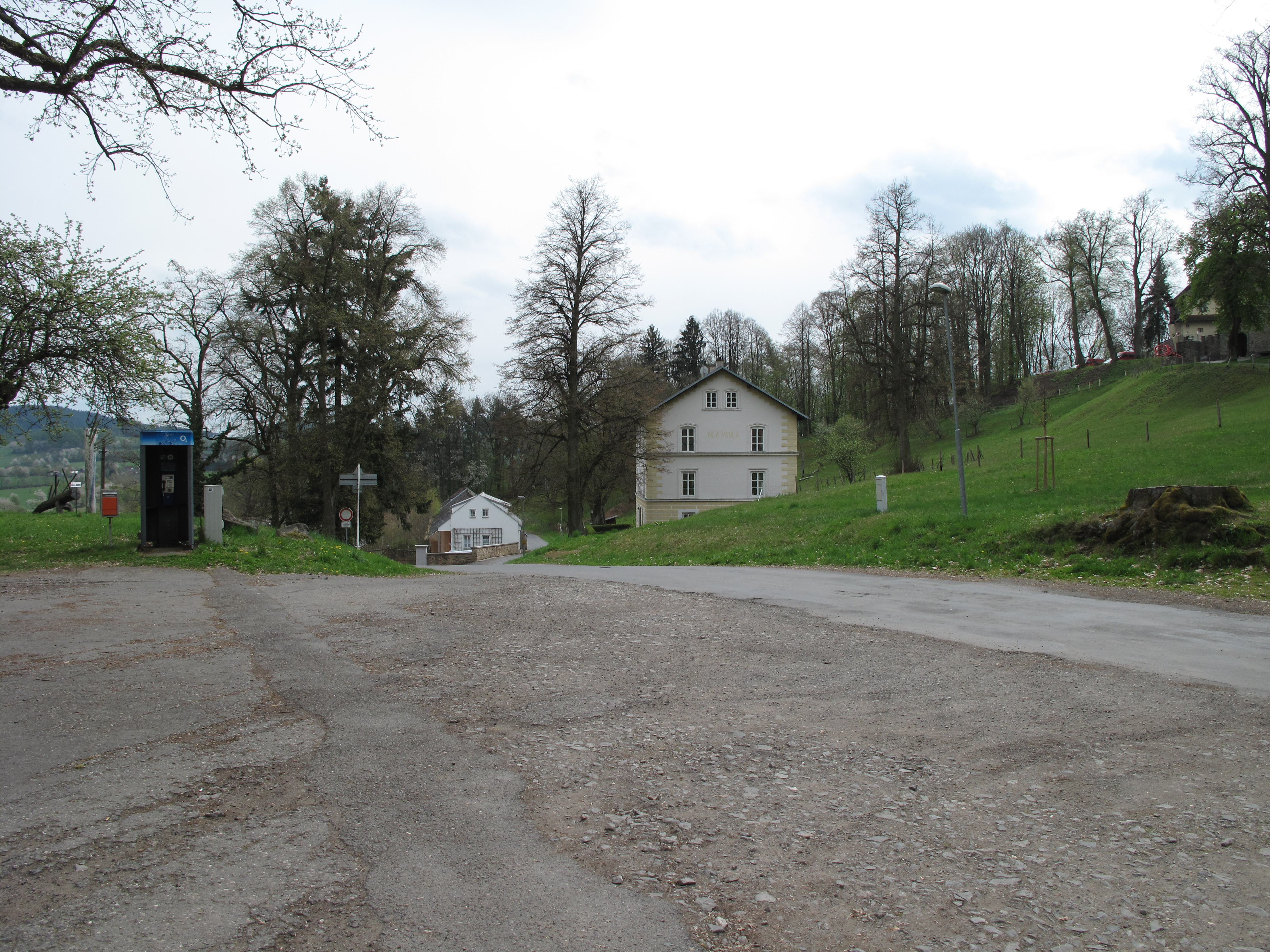